# Adelaide Johnson
Adelaide Johnson, nata Sarah Adeline Johnson (Plymouth, 26 settembre 1859 – Washington, 10 novembre 1955), è stata una scultrice e attivista statunitense, il cui lavoro è esposto nel Campidoglio degli Stati Uniti e una femminista che si è dedicata alla causa della parità delle donne. Era conosciuta come "la scultrice del movimento delle donne".

## Biografia

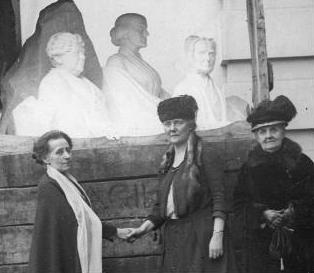
Adelaide Johnson (a sinistra) alla presentazione del Portrait Monument a Lucretia Mott, Elizabeth Cady Stanton e Susan B. Anthony nel 1921

Nata Sarah Adeline Johnson in una famiglia contadina di modesti mezzi a Plymouth, Illinois, frequentò la scuola rurale e poi prese lezioni presso la St. Louis School of Design. Nel 1878 cambiò nome da Sarah Adeline ad Adelaide, un nome che riteneva più drammatico. Si trasferì a Chicago e si mantenne con la sua arte. Nel gennaio del 1882, mentre si affrettava a raggiungere il suo studio, scivolò e cadde per sei metri nel pozzo di un ascensore non custodito. Gravemente ferita, fece causa per un risarcimento e le fu assegnata la somma di $15.000. Questo infortunio e il premio le diedero la libertà finanziaria che le consentì di viaggiare in Europa per studiare pittura e scultura, un'opportunità che non avrebbe mai avuto senza l'incidente. Colse l'occasione per studiare a Dresda e a Roma, studiando con Giulio Monteverde a Roma dove tenne uno studio fino al 1920.

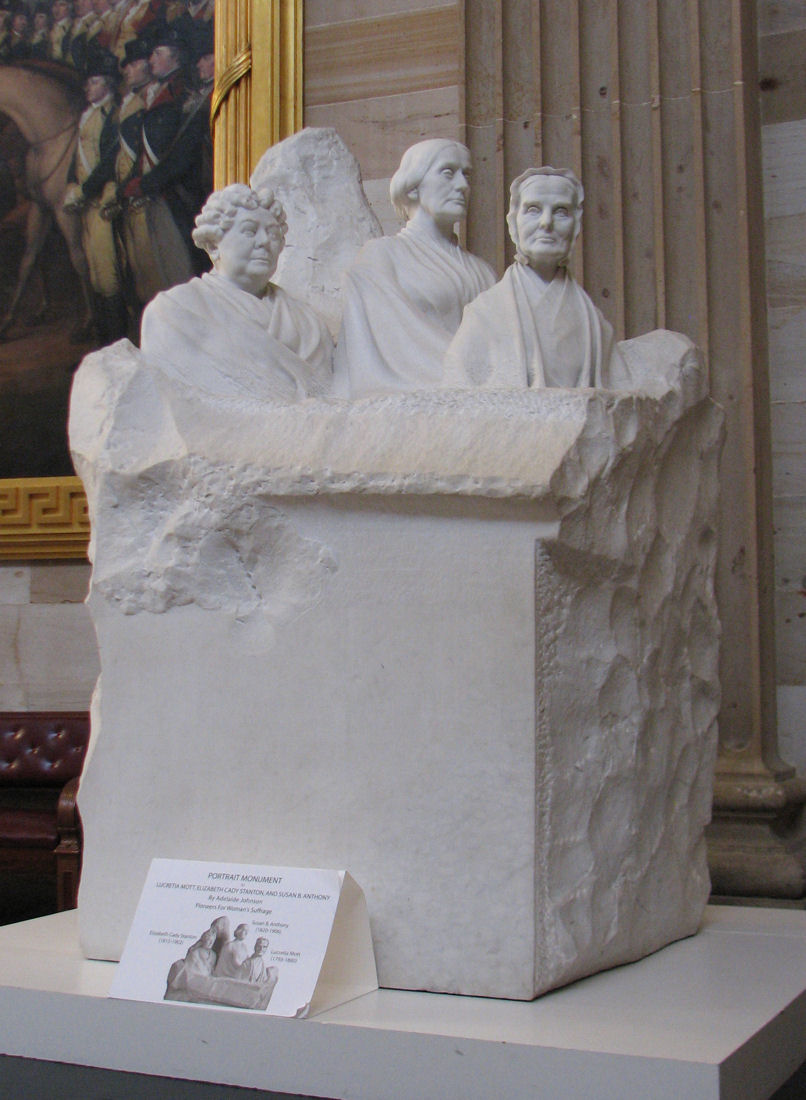
La statua Portrait Monument situata nella rotonda del Campidoglio degli Stati Uniti. Il Portrait Monument rappresenta tre donne coinvolte nel Women’s Suffrage Movement, Elizabeth Cady Stanton, Susan B. Anthony e Lucretia Mott

La Johnson espose il suo lavoro, The Portrait Monument e un busto di Caroline B. Winslow al The Woman’s Building alla Fiera Colombiana di Chicago del 1893 a Chicago. Il punto più alto della sua carriera professionale è stato il completamento di un monumento a Washington D.C. in onore del movimento per il suffragio femminile. Alva Belmont contribuì a garantire i finanziamenti per l'opera, Portrait Monument to Lucretia Mott, Elizabeth Cady Stanton e Susan B. Anthony, che fu inaugurata nel 1921. Questa opera era originariamente esposta nella cripta del Campidoglio degli Stati Uniti, ma fu spostata nella sua posizione attuale ed esposta in modo più visibile nella rotonda nel 1997.
Nel 1896 sposò Frederick Jenkins, un uomo d'affari britannico e collega vegetariano che aveva undici anni meno di lei. Prese il suo nome di famiglia, Johnson, come "il tributo che l'amore rende al genio". Furono sposati da una donna ministro e le sue damigelle d'onore erano i busti che aveva scolpito di Susan B. Anthony ed Elizabeth Cady Stanton. Il matrimonio finì dopo dodici anni.
La sua carriera declinò dopo gli anni '30 e fu afflitta da problemi finanziari. Faceva affidamento su altri per il sostegno finanziario e spesso non era disposta a vendere le sue sculture perché sentiva che i prezzi offerti non riconoscevano il suo lavoro. Di fronte allo sfratto per mancato pagamento delle tasse, nel 1939 invitò la stampa ad assistere alla sua mutilazione delle proprie sculture come protesta contro la sua situazione e contro la mancata realizzazione del suo sogno di uno studio-museo che commemorasse le suffragette e altre attiviste femminili. Si trasferì presso amici nel 1947 e apparve in programmi di quiz televisivi cercando di vincere soldi per riacquistare la sua casa. La sua natura stravagante la portò a mentire sulla sua età per tutta la vita. Festeggiò il suo 100º compleanno all'età di 88 anni, rendendosi conto di aver fatto una buona pubblicità. Alla sua morte, si dice che la sua età fosse di 108 anni, anche se ne aveva "soltanto" 96. È sepolta a Washington, D.C. nel Cimitero del Congresso.

## Vita privata
La Johnson divenne vegetariana in gioventù. Era vegetariana perché credeva che fosse moralmente sbagliato togliere la vita a qualsiasi creatura vivente. Nel 1893 fu relatore al terzo Congresso Vegetariano Internazionale a Chicago.
Non abbracciò una religione particolare, ma si interessò alla Scienza Cristiana, allo spiritualismo e alla teosofia. Era membro della Associazione Nazionale delle Chiese Spiritualiste. Sua nipote, Alathena Johnson Smith, divenne una nota psicologa infantile.

## Galleria di foto

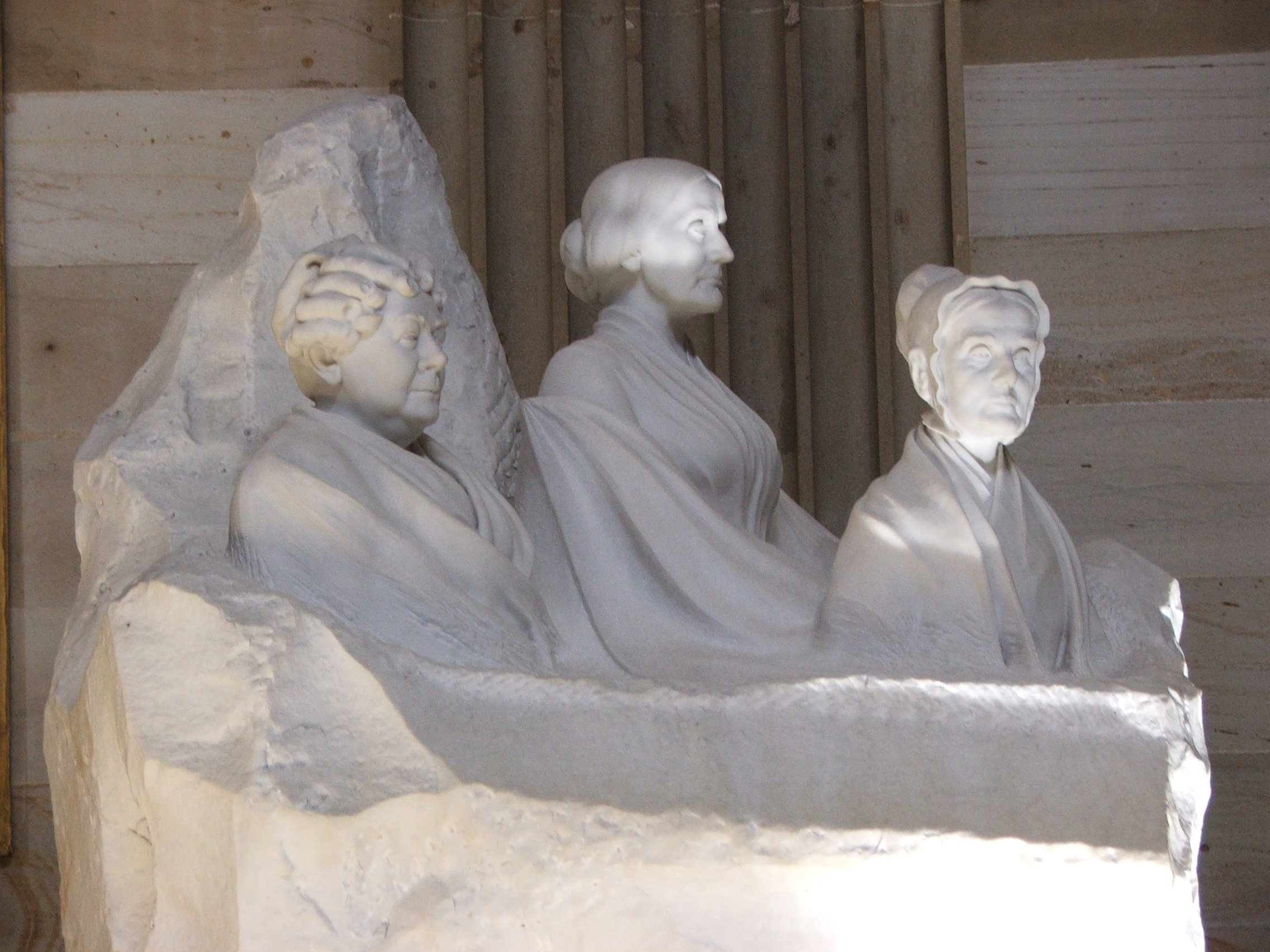
George Washington Memorial Parkway - Statua di donne di spicco nella storia degli Stati Uniti
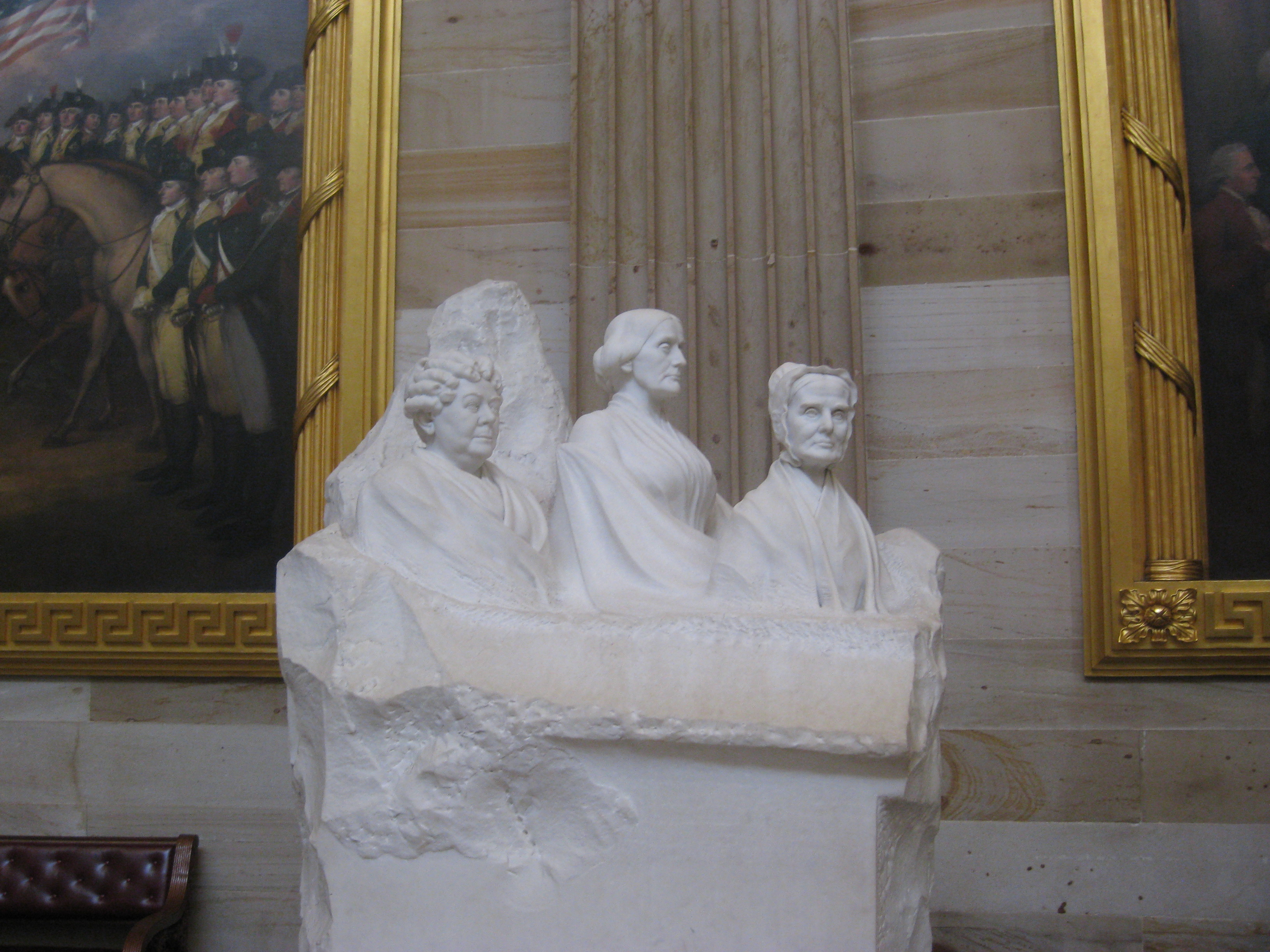
Da sinistra: Elizabeth Cady Stanton, Susan B. Anthony e Lucretia Mott
Statua di Susan B. Anthony
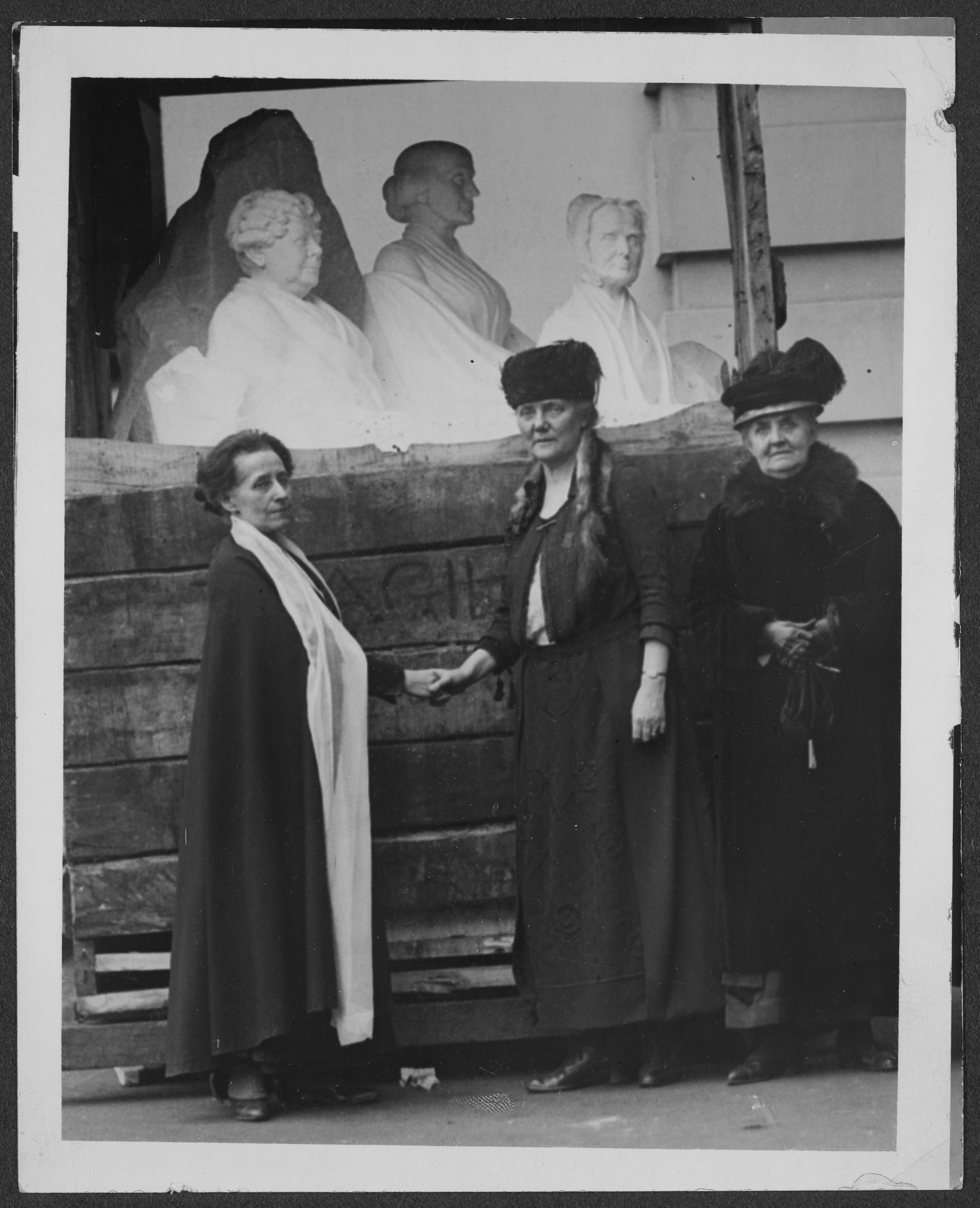
Da sinistra: Adelaide Johnson, Mrs. Lawrence [Dora] Lewis, Jane Addams. All'epoca la statua era posta nel Campidoglio degli Stati Uniti a Washington.
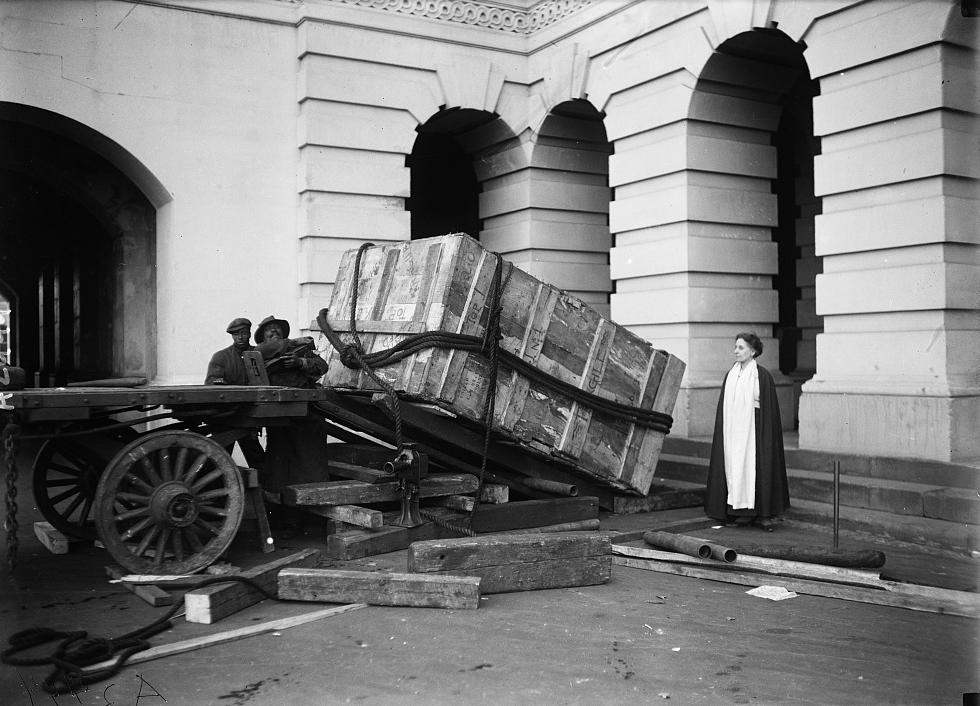
Ritratto del monumento a Lucretia Mott, Elizabeth Cady Stanton e Susan B. Anthony, nella cassa da imballaggio
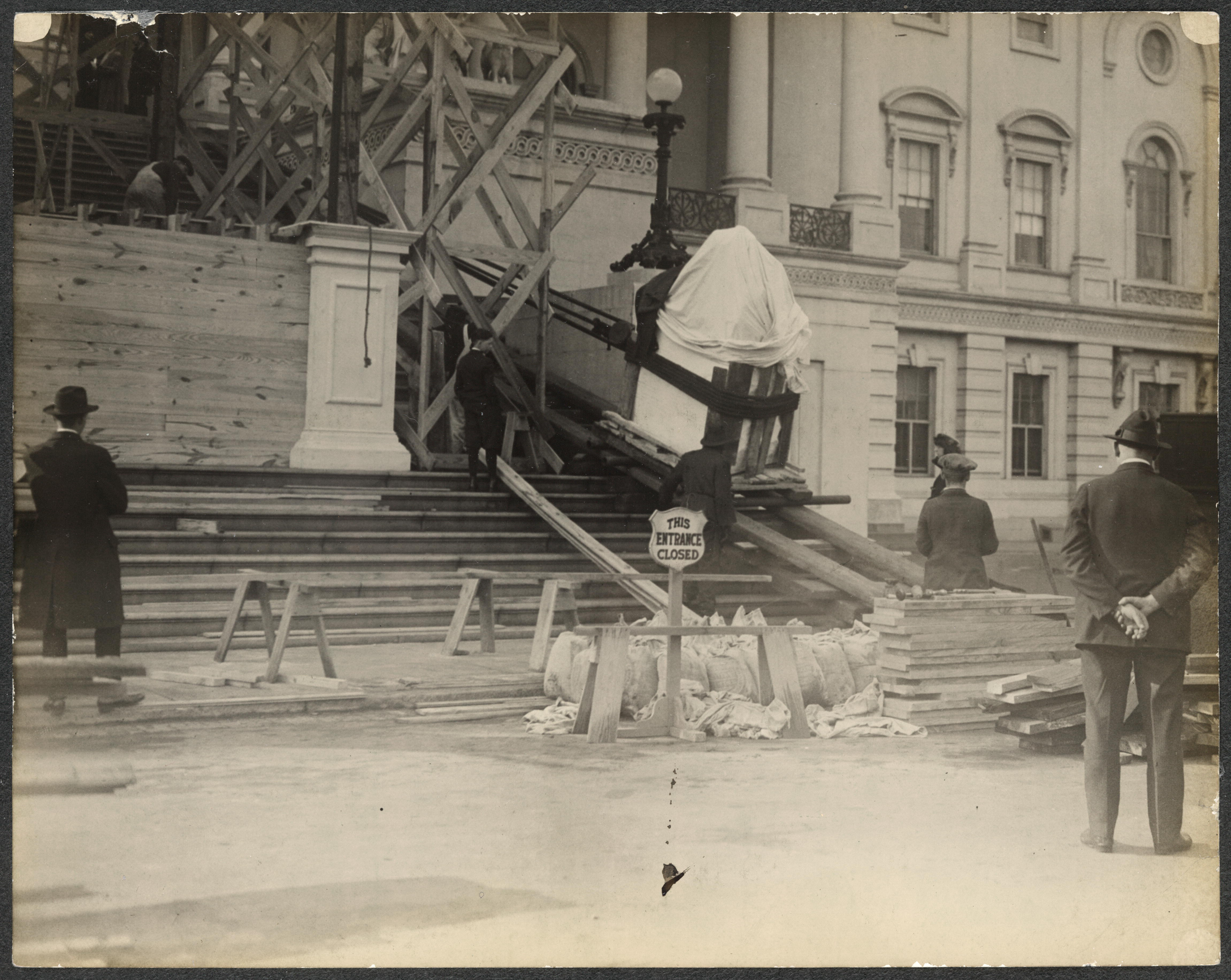
La Women’s Pioneer Statue viene spostata nel Campidoglio degli Stati Uniti, gennaio 1921
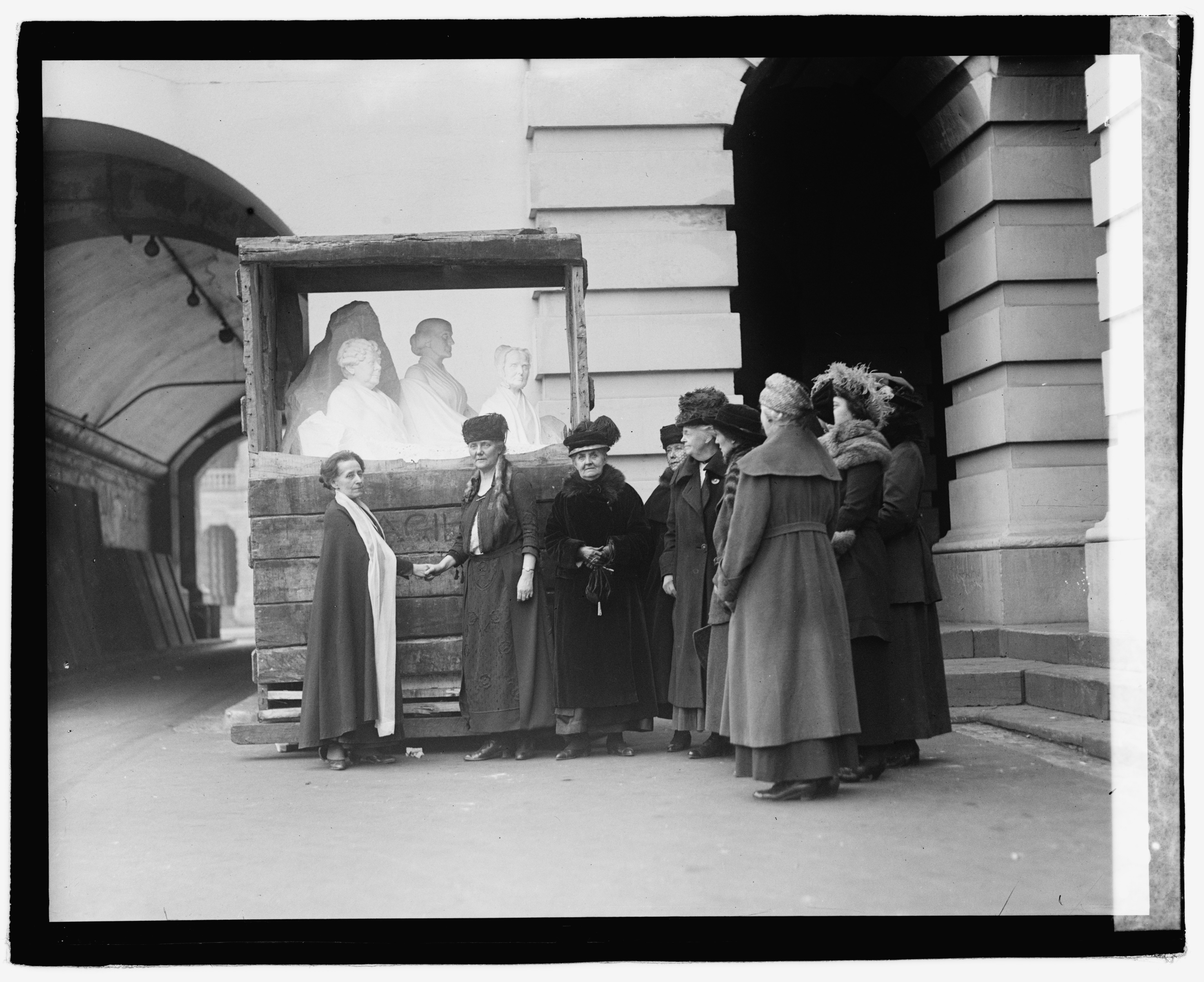
Divisione stampe e fotografie presso la Biblioteca del Congresso Washington, D.C.
- Da sinistra: Elizabeth Cady Stanton (1815-1902), Lucretia Mott (1793-1880), Susan B. Anthony (1820-1906)